# Técnica de Oberlin
A técnica de Oberlin ou técnica ulnar-bíceps é um procedimento cirúrgico que visa restabelecer o movimento de dobrar o cotovelo, nas lesões do plexo braquial altas. É utilizada nos casos que a lesão prejudica os ramos nervosos C5, C6 ± C7. A cirurgia é realizada sob anestesia geral. Foi descrita pela primeira vez por Oberlin C., et al em 1994.